# Avenida del Río (Barranquilla)
La avenida del Río es una vía de Barranquilla, Colombia. Está ubicada paralela a la margen occidental del río Magdalena, del cual toma su nombre. La primera fase de la avenida y un malecón fueron entregados en diciembre de 2012.
Forma parte de un proyecto de expansión urbana en la isla de La Loma (formada por el río Magdalena y los caños de Los Tramposos y de La Tablaza) que incluye un paso a desnivel sobre los caños de Los Tramposos, un puente levadizo sobre el caño de La Tablaza y el Gran Malecón, parque turístico a orillas del río Magdalena.

## Historia
En 1957 la administración de la ciudad presentó, a través de expertos arquitectos y urbanistas, un plan regulador en el que aparece proyectada una avenida del Río que pretendía recuperar su entorno creando nuevos canales de movilidad.
La avenida del Río fue proyectada y diseñada por el plan maestro de la agencia JICA (conocida como Misión Japonesa), la cual llevó a cabo estudios de desarrollo urbano en Barranquilla entre 1983 y 1985. El presupuesto oficial fue tasado inicialmente en 23 800 millones de pesos.
En agosto de 2006, en el marco del programa de Valorización diseñado por la administración del alcalde Guillermo Hoenigsberg, el proyecto fue adjudicado por la Empresa de Desarrollo Urbano de Barranquilla, Edubar, mediante licitación pública a la Unión Temporal Barranquilla hacia el Futuro, integrada por J.A. Asociados Ltda., Carlos Vengal Pérez, Suárez & Silva Ltda., Costasfalto S.A. y Alejandro Char Chaljub, por valor de 27 317 millones de pesos.
Las obras se iniciaron en 2007 con la construcción de la vía de acceso a la isla desde el sector de Barranquillita. La isla de La Loma se encontraba habitada por agricultores, los cuales fueron desalojados en 2012.
Los trabajos se paralizaron en 2008 por falta de recursos y en 2010 fue entregado por la administración gubernamental a la Secretaría de Infraestructura, tras finalizar el convenio con Edubar. Las obras se reanudaron en 2012 por el mismo consorcio, entonces integrado por J.A. Asociados Ltda. y Carlos Vengal.
El 21 de diciembre, la alcaldesa Elsa Noguera entregó al servicio la primera fase de la avenida y el malecón en la isla de La Loma.  Consistía de una vía de doble calzada de 1 250 metros de longitud, de dos carriles cada una, entre los caños de Los Tramposos y de La Tablaza, conectando lateralmente con el río Magdalena. La vía remataba con una glorieta de 150 metros de diámetro en el borde del caño de La Tablaza.
El 2 de abril de 2013 se terminó la demolición de la Licorera del Atlántico, cuyo espacio era necesario para construir la rotonda que interconecta la avenida del Río con el Corredor Portuario (calle 6) y la avenida Olaya Herrera, lo que significó la finalización de la primera fase de las obras y aseguró el acceso a la avenida.

## Descripción

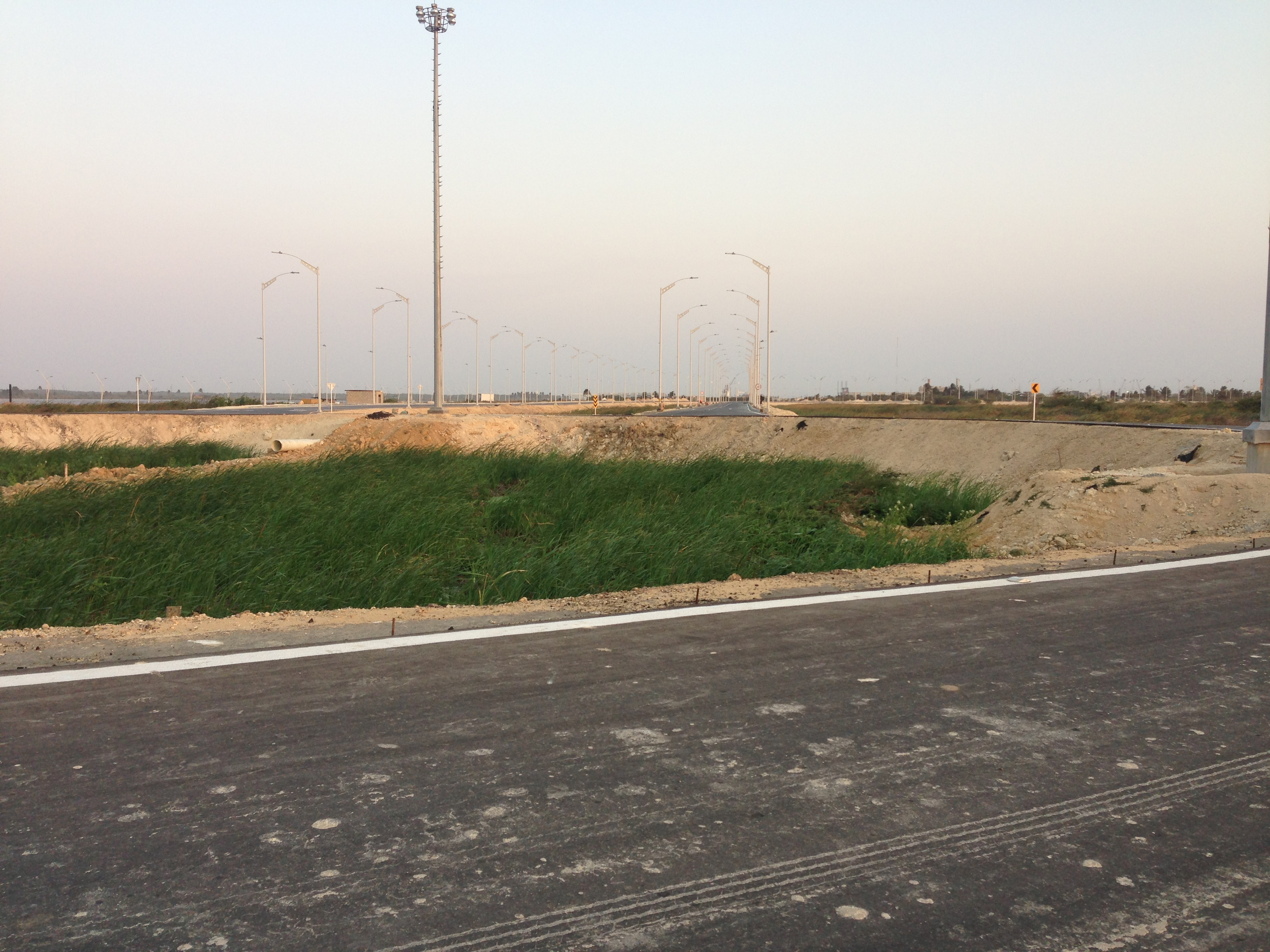
Glorieta en La Loma.

### Ubicación y características
La avenida del Río está ubicada en la margen occidental del río Magdalena. Consta de una vía de doble calzada de 5 730 metros de longitud, de dos carriles cada una. Parte de la intersección de la prolongación de la avenida Olaya Herrera con la calle 6, se interna en la isla de La Loma y corre hacia el norte paralela al río Magdalena y al Gran Malecón del Río hasta la calle 82 a la altura del Centro de Eventos del Caribe y el barrio Siape. Pasa sobre el caño de La Tablaza mediante un puente levadizo, sobre el caño de Los Tramposos mediante un paso a desnivel, y cuenta con una glorieta en la isla de La Loma que contiene el monumento Ventana de campeones, adyacente al puente levadizo.

### Paso a desnivel
Construido sobre el caño de Los Tramposos, sirve de acceso a La Loma por la calle 6 (corredor portuario) y la avenida Olaya Herrera (carrera 46). Tiene una longitud total de 140 metros con cuatro luces de 10 metros, una luz central de 20 metros y un tablero o superficie de 34 metros de ancho. Posee dos calzadas de tres carriles cada una y dos andenes laterales de 4 metros de ancho cada uno. Desde la base del puente, en la isla de La Loma, parte la vía de 1.200 metros de longitud, dos calzadas de dos carriles y una separación de 37 metros.

### Malecón León Caridi

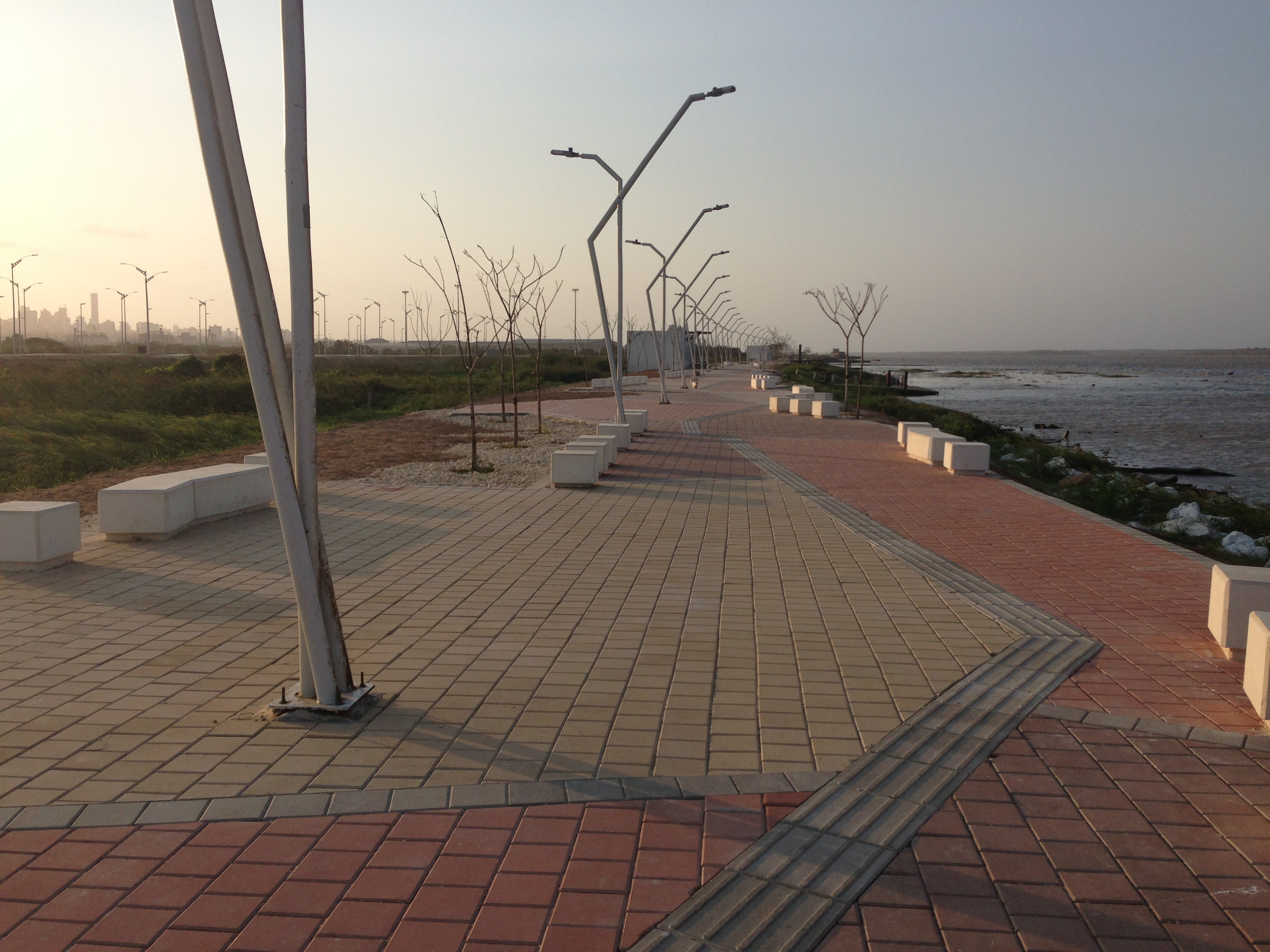
Malecón León Caridi.

Paseo turístico de 80 metros de ancho por 700 de longitud adyacente al río Magdalena, concebido como espacio público y lúdico. Termina a pocos metros de una glorieta-retorno adyacente al caño de la Tablaza.

### Gran Malecón
Parque urbano adyacente al río Magdalena, construido entre este y la avenida del Río. 

### Puente levadizo
En 2019 se instaló sobre el caño de La Tablaza un puente levadizo que le da continuidad a la avenida entre la isla de La Loma y la calle 82, a la altura del Centro de Eventos del Caribe. Cerca de este puente levadizo se ubica el monumento Ventana de Campeones (también conocido como Aleta del Tiburón), construido por la empresa Tecnoglass.

### Accesos
A la avenida del Río se accede a través de las calles 6 (corredor portuario), por la Vía 40 mediante las calles 72 (desde 2019) y 78A (desde 2018), y por la prolongación de la avenida Olaya Herrera (carrera 46) en su intersección con la calle 6. Actualmente se construye el acceso por la carrera Aduana (50).